# Castell de Portuzelo
El Castell de Portuzelo (portuguès: Castelo de Portuzelo) és una edificació militar del segle xiii que es troba a la vila i freguesia de Santa Marta de Portuzelo, consell i districte de Viana do Castelo, a Portugal. Va pertànyer a la noble família Pereira da Cunha, senyors de la Casa Grande, de Paredes de Coura. Està classificat com immoble d'interès públic, pel decret publicat el 29 de setembre de 1977.